# Северянка (приток Утки)
Северянка — река на Урале, в Свердловской области. Приток Утки (Сухой Утки), притока Чусовой.

## География
Исток Северянки находится у подножия Киргишанского увала, западнее горы Боровая. Высота уреза воды у истока 381,7 метра над уровнем моря. Река, часто меняя направление на отдельных участках, течёт на север, затем на восток, по землям Первоуральского городского округа, нижнее течение проходит по границе с Дружининским городским поселением. Основной приток — Албучиха, впадает слева. Устье у железной дороги южнее станции Перескачка.
Длина реки 15 км. Впадает в Сухую Утку слева, в 26 км от её устья.

## Данные водного реестра
По данным государственного водного реестра России, река Северянка относится к Камскому бассейновому округу, водохозяйственный участок реки — Чусовая от города Ревды до в/п посёлка Кына, речной подбассейн реки — Кама до Куйбышевского водохранилища (без бассейнов рек Белой и Вятки). Речной бассейн реки — Кама.
Код объекта в государственном водном реестре — 10010100612111100010379.